# Всесвітній день велосипеда
Всесвітній день велосипеда — призначений на 3 червня кожного року резолюцією Генеральної Асамблеї ООН A/RES/72/272 від 12 квітня 2018 року. Ініціатором заснування свята став соціолог Лешек Сібільський, Співавторами документу виступили 56 країн світу. Зрештою Генасамблея ООН, підтверджуючи унікальність, давню історію і багатофункціональність велосипеда, підтримала цю ідею.